# Beauvoisin (Drôme)
Beauvoisin település Franciaországban, Drôme megyében. Lakosainak száma 143 fő (2022. január 1.). Beauvoisin Bénivay-Ollon, Buis-les-Baronnies, Propiac és Rochebrune községekkel határos.

## Népesség
A település népességének változása:
| Lakosok száma | 60   | 63   | 71   | 149  | 156  | 149  | 145  | 144  | 146  | 143  |
|               | 1968 | 1982 | 1990 | 2006 | 2013 | 2015 | 2017 | 2019 | 2020 | 2022 |